# Susana Pérez
Susana Pérez López (La Habana, 25 de mayo de 1952) es una actriz cubana. Es graduada de la Escuela de Formación de Actores de la Televisión Cubana. Es la madre del actor Roberto San Martín. Desde 2008 reside en Miami, Estados Unidos.

## Trabajos como actriz

### Teatro
- Conversación en la casa Stein sobre el ausente señor Von Goethe
- Tengamos el sexo en paz
- Pareja abierta
- La loca de Chaillot
- La gaviota
- Así es si les parece
- La buena nueva según Sofía
- Aquiles y la tortuga
- El duelo
- Santiago 57
- Historias de un escaparate
- Ha entrado un hombre desnudo
- Los cóndores en España
- A 2.50 la Cuba Libre (2012)
- Amparo Experience (2019)

### Cine
- Memorias del desarrollo (Miguel Coyula)
- Perfecto amor equivocado (2004) (Gerardo Chijona)
- Aunque estés lejos (2003) Juan Carlos Tabío)
- Operación Fangio (1999) (Alberto Lequi)
- Amor vertical (Arturo Sotto)
- Pon tu pensamiento en mi (Arturo Sotto)
- Venir al mundo (Miguel Torres)
- Clandestinos (1988) (Fernando Pérez)
- Otra mujer (1986) (Daniel Díaz Torres)
- La segunda hora de Esteban Zayas (Manuel Pérez)
- Techo de vidrio (Sergio Giralt)
- Leyenda (Rogelio París)
- El otro Francisco (Sergio Giralt).

### Telenovelas
- Relaciones Peligrosas 2012
- Alguien te mira (2010)
- Pecadora  2009
- El balcón de los helechos (2004)
- Las huérfanas de La Obra Pía (2000)
- Si me pudieras querer (1998)
- El año que viene (1994)
- Magdalena (1991)
- Las Honradas (1990)
- Un bolero para Eduardo (1987)
- Sol de Batey (1985)
- Las impuras (1984)
- Rosas a crédito (1983)
- Médico de guardia (1982)
- Papa Goriot (1982)
- Cumbres borrascosas (1981)
- Teresa Raquín (1980)
- El rojo y el negro (1979)
- Primavera en Budapest (1978)
- La joven de la flecha de oro (1977)
- Los espejuelos oscuros (1976)

### Programas infantiles y juveniles
- La capitana del Caribe
- Muchachos de la guerrilla
- El mambisito
- Enrique de Lagardere
- El conde de Montecristo
- Camaradas
- Los comandos del silencio

### Teleteatros y teleplays
- Clase magistral
- Blues azul (I Y II partes)
- Dime que estás
- Hazlo por Neruda
- Historia de una reclusa
- Homenaje a Federico
- Pepa Doncel
- La malquerida
- Week-end en Bahía
- Aquiles y la tortuga
- El duelo
- La vencedora
- El sombrero de tres picos
- Segundo tiempo
- La casa sin reloj
- El pagador de promesas

## Como conductora y locutora de TV
- Programa Contacto (1998)
- Informativo Semanal Hurón azul (1997-2007)

## Como conductora de programas de radio
- Programa “Estar contigo” R.Taíno (1997-1999).

## Radio
Como actriz de radio ha participado en incontables radionovelas, cuentos, teatros, programas infantiles y dramatizados en general.

## Doblajes
Ha realizado innumerables doblajes de diferentes documentales, dibujos animados, y en las series brasileñas Locos de amor, Amigas para siempre, La hora de la Mantis religiosa, Los 101 dálmatas, La reportera del crimen, y Pollitos a la fuga, entre otros materiales.

## Experiencia pedagógica
- Profesora Adjunta del Instituto Superior de Arte de La Habana entre 1992 y 1994.
- Profesora de actuación en Televisión del Instituto Superior de Arte de La Habana. 2002.
- Superior de Arte (CUBA) 2002.
- Docente de Expresión Oral, Universidad de Santo Tomás, La Paz, Bolivia. 1995.
- Docente de Historia del teatro, Universidad de Santo Tomás, La Paz, Bolivia. 1996.
- Talleres de Oratoria para Ejecutivos y Profesionales en el Centro de Superación de Administración Pública. La Paz, Bolivia. 1996
- Taller “El actor y la producción audiovisual", La Paz, Bolivia. 1996
- Taller de Oratoria a la Señora Doña Jimena Iturralde de Sánchez Lozada, La Paz, Bolivia. 1996.
- Clase magistral en la Escuela de Cine, TV, y Video de San Antonio de Los Baños, Cuba. 1998.

## Premios y reconocimientos
- Premio Caricato de la UNEAC por telenovela “El balcón de los helechos” (2004).
- Premio de Actuación en Primer Festival de la Televisión Cubana (2004).
- Mención en el concurso Caracol de la UNEAC por el cuento” Sofía y el ángel” (2003).
- Premio Caricato de la UNEAC por “Clase Magistral”(2002).
- Premio Caricato de la UNEAC en doblaje por “Los 102 dálmatas” (2002)
- Premio especial del jurado Caracol de Locución por el trabajo todo de “Hurón Azul” (2002).
- Premio de actuación Cine Plaza por “Clase magistral” (2002).
- Premio Caricato de la UNEAC telenovela “Las huérfanas de la Obra Pía”(2001).
- Premio de guion en el concurso Caracol de la UNEAC por “Con el gris posado en la mejilla”(2001)
- Mención Cine Plaza por “Con el gris posado en la mejilla” (2001)
- Mención de la Oficina católica de Cuba en Cine Plaza por “Con el gris posado en la mejilla” (2001).
- Sello del Laureado, otorgado por el Sindicato Nacional de los trabajadores de la Cultura (1997).
- Distinción por la Cultura Nacional, otorgada por el Ministerio de Cultura de Cuba (1993).
- Premio de actuación femenino en Caricatos de la UNEAC por el teleteatro “El duelo” (1988).
- Mención especial en concurso de la UNEAC por el filme “Clandestinos” (1988).
- Girasol de la popularidad otorgado por la Revista Opina (1980-1986).
- Sello XVIII Congreso de la CTC, otorgado por la CTC nacional

## Dirección artística y asistencias de dirección
- Asistente de dirección en “Los cóndores en España”.La Paz, Bolivia (1995).
- Asistenta de dirección en la serie “Historias del vecino”. La Paz, Bolivia (1995).
- Codirección de “Con el gris posado en la mejilla” (2000).
- Codirección del teleteatro “Distinto”(2001).
- Codirección de la telenovela “El balcón de los helechos”(2004)
- Dirección del cuento “Sofía y el ángel” (2002).